# Banhistas na Grenouillière
Banhistas na Grenouillière (em francês:  Bain à la Grenouillère) é um óleo sobre tela do impressionista francês Claude-Oscar Monet, datado de 1869.

## História
Este quadro foi pintado por Claude Monet no Verão de 1869, quando de sua estadia em Bougival.
No Verão de 1869, Monet e a sua esposa e filho fixaram-se no local, perto de La Grenouillère. Trabalhando lado a lado com Pierre-Auguste Renoir, Monet pintou preferencialmente este tipo de cenas pouco quotidianas, mas muito populares na sociedade parisiense.
Hoje, a tela encontra-se na National Gallery of London, em Londres, no Reino Unido.

## O tema
O tema principal da pintura são os banhistas no Sena, em Bougival. Entretanto, Monet fez também referência a outros elementos. Esta pintura reflete o gosto popular pelos passeios de barco e pelos banhos de rio e faz elegante referência aos conhecidos cafés-fluviais do rio Sena. Todavia, a cena representada passa-se, não em Paris mas sim nos seus arredores, mais precisamente em Bougival, local muito popular entre os impressionistas da França e muito retratado pelos mesmos.
Monet, anos antes de 1869, havia sido aluno de Eugène Boudin e até foi este que o aconselhou na pintura fora do atelier. Certo dia, Boudin referiu que a pintura ao ar livre, sem paredes por perto, nos dava uma liberdade estupenda e, enquanto num atelier o pintor tem tendência a modificar ecleticamente as suas obras, de forma a que estas se tornem mais prudentes e prodigiosas entre a sociedade, na pintura ao ar livre o pintor ganha liberdade e não faz senão aquilo que vê na sua frente, perante os seus olhos.
As cores da água e os efeitos luminosos nesta foram por Monet excelentemente retratados, o que mostra a sua extrema maturidade e experiência a nível da cor e o seu conhecimento sobre esta.